# Северная Македония на Средиземноморских играх
Северная Македония принимает участие в Средиземноморских играх с 2013 года. На Играх 2013 и 2018 годов команда называлась «Македония» (англ. Macedonia).
По состоянию после Средиземноморских игр 2022, спортсмены Северной Македонии завоевали всего 14 медалей, из них 3 золотых, в командном медальном зачёте Северная Македония занимает 24-е место.

## Медальный зачёт
| Год            | Кол-во спортсменов                      | Золото                                  | Серебро                                 | Бронза                                  | Всего                                   | Место                                   |
| 1951—1991      | участвовали как часть команды Югославии | участвовали как часть команды Югославии | участвовали как часть команды Югославии | участвовали как часть команды Югославии | участвовали как часть команды Югославии | участвовали как часть команды Югославии |
| 1993—2009      | не участвовали                          | не участвовали                          | не участвовали                          | не участвовали                          | не участвовали                          | не участвовали                          |
| Мерсин 2013    | 116                                     | 0                                       | 1                                       | 4                                       | 5                                       | 19                                      |
| Таррагона 2018 | 72                                      | 2                                       | 1                                       | 3                                       | 6                                       | 17                                      |
| Оран 2022      | 79                                      | 1                                       | 0                                       | 2                                       | 3                                       | 21                                      |
| Таранто 2026   |                                         |                                         |                                         |                                         | .                                       | —                                       |
| Приштина 2030  |                                         |                                         |                                         |                                         | .                                       | —                                       |
| Всего          | Всего                                   | 3                                       | 2                                       | 9                                       | 14                                      | 24                                      |